# Stalker (kriminalroman)
För andra betydelser, se Stalker.
Stalker är en kriminalroman av Lars Kepler som utkom 2014 på Albert Bonniers förlag. Den är Lars Keplers femte bok om kommissarie Joona Linna.
Stalker hamnade 2014 på årstopplistans första plats över årets mest sålda skönlitterära böcker, på första plats över årets mest sålda E-böcker, på andra fjärde och femte plats över årets mest sålda ljudböcker – samt 2016 på årstopplistans andra plats över årets mest sålda skönlitterära böcker, tredje plats över årets mest sålda ljudböcker..

## Handling
Ett filmklipp där en kvinna smygfilmas skickas till Rikskriminalpolisen i Stockholm - en kvinna som senare hittas knivmördad i sitt hem. En liknade film på ännu en smygfilmad kvinna publiceras på Youtube. Denna gången hittas den mördade kvinnan av sin man som hamnar i chock och städar hela lägenheten. För att rekonstruera brottsplatsen och säkerställa att det rör sig om en seriemördare kontaktas psykiatrikern Erik Maria Bark. Utredarna ber Erik hypnotisera det traumatiserade vittnet för att hjälpa honom att minnas vad han såg när han kom hem.